# Guido Fibbia
Guido Fibbia (Treviso, 1 de octubre de 1917 – Treviso, 1 de julio de 1988), fue un militar y aviador italiano.

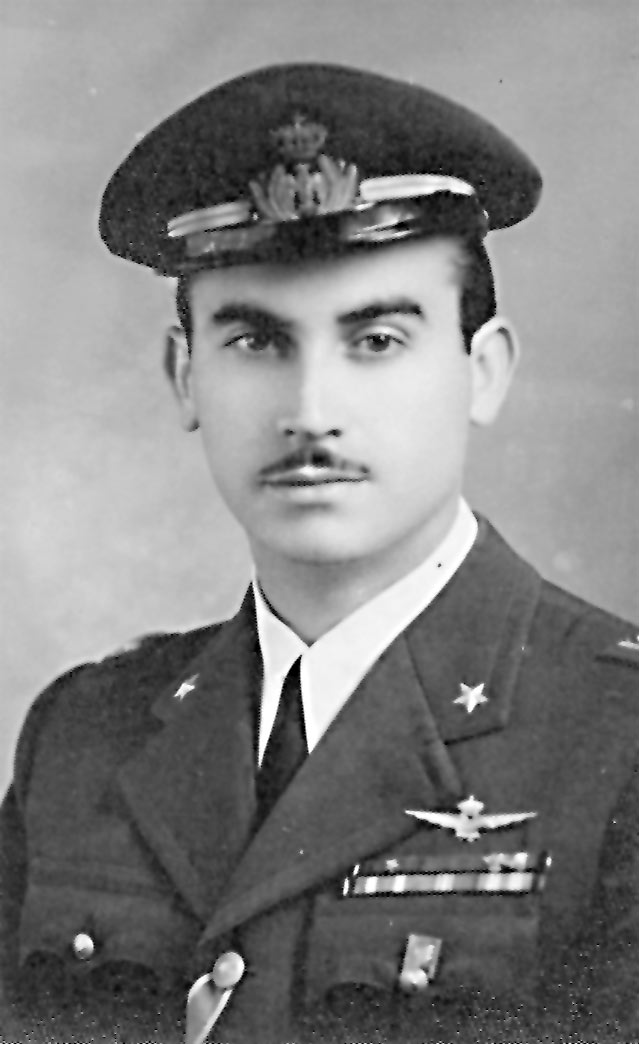
Mariscal piloto Guido Fibbia (en 1941).

Formó parte de la Regia Aeronautica y sucesivamente de la Aeronáutica Nacional Republicana durante la Segunda Guerra Mundial. Fue condecorado con dos Medallas de Plata al Valor Militar, una Medalla de Bronce, una Cruz de Guerra y una Cruz de Hierro alemana de 2.ª clase. Se le adjudicaron nueve aviones abatidos al comando de los biplanos Fiat C.R.32, Fiat C.R.42 y de los monoplanos Fiat G.50, Macchi M.C.200, M.C.202, Macchi M.C.205, Fiat G.55 y Messerschmitt Bf 109.

## Biografía
Durante su juventud, Guido Fibbia cultivó su pasión por el vuelo construyendo modelos de planeadores junto a sus hermanos. A los 17 años se enroló en la Regia Aeronautica y el 31 de enero de 1936, en Aviano, pasa a ser piloto de aviación en un Fiat C.R.20. En los meses de junio y julio del 1936, en Mirafiori, obtuvo la habilitación para pilotar los aviones Fiat C.R.30 (367.º escuadrilla) y Fiat C.R.32 (366.º escuadrilla). El 17 de septiembre de 1937 se embarcó en la motonave “Domine” hacia la España Nacional, como voluntario en la guerra civil española.

## España

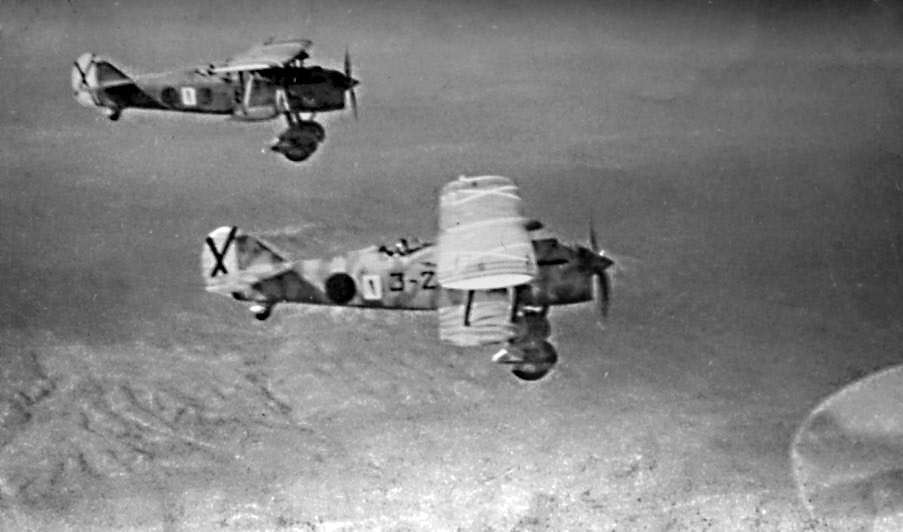
Fiat C.R.32 de la Aviación Legionaria.

Una vez en Tablada (Sevilla), es asignado a una escuadrilla de reciente formación, la 33.º Squadriglia Autonoma Caccia bombardamento, en un Fiat C.R.32, cumpliendo sus primas acciones de guerra en el frente de Córdoba. Durante este conflicto se le adjudican tres victorias en el transcurso de 67 misiones que le valen una Medalla de Plata al Valor Militar y una Medalla de Bronce al Valor Militar. Después de casi diez meses de campaña de guerra, el 16 de julio de 1938 zarpa hacia Italia, y el día 20 desembarca en La Spezia. A su regreso es asignado a la 365.º esquadrilla del 53.º escuadrón.

## Segunda Guerra Mundial
Al inicio de la guerra con Francia e Inglaterra, cumple las primeras misiones desde Caselle y desde Albenga. En septiembre del 1940 es transferido a la 95.ª escuadrilla del 18.º grupo de caza del 3.º escuadrón C.T., y al mes siguiente es enviado con el Corpo Aereo Italiano (Cuerpo Aéreo Italiano) a Bélgica, a la base de Ursel, para participar en la batalla de Inglaterra. En los meses de octubre y noviembre participa en misiones de escolta a los bombarderos, enfrentándose en diversos combates contra los Supermarine Spitfire ingleses. El 11 de noviembre estuvo obligado a realizar un aterrizaje forzoso fuera de campo en proximidades de Cassel (Francia).

## Norte de África y Grecia

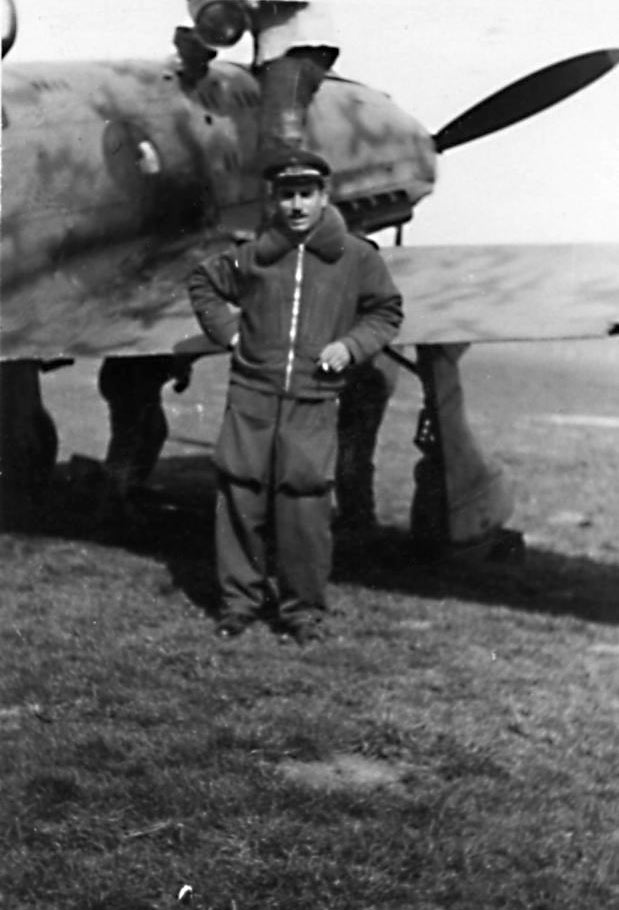
Macchi M.C.202.

En enero de 1941 fue enviado a Libia. El 14 de abril, al comando de un Fiat C.R.42, durante una escolta indirecta de Junkers Ju 87 sobre Tobruk, derribó un Hurricane inglés y dañó otro. Regresó a su patria en agosto del 1941 y en septiembre obtiene la habilitación para pilotar los cazas monoplanos Fiat G.50 y Macchi M.C.200. En el invierno del ’41-’42 lleva adelante la actividad de adiestramiento y de escolta de convoyes entre Italia y Grecia. En el verano del 1942, con la 85.º escuadrilla del 18.º grupo (3.º escuadrón), regresa a Libia para operaciones de escolta a las flotas y también de bombardeo de vehículos blindados de combate.
A finales de 1942, realiza el traspaso al caza M.C.202 y durante el primer semestre del 1943 realiza vuelos de adiestramiento. En junio de ‘43 realiza la transferencia de los cazas franceses presa de guerra Dewoitine D.520 hacia Italia, para la defensa de su madre Patria. A inicios del verano de 1943 le dan uno de los tres Macchi M.C.205 Veltro (realiza el traspaso el 1.º de julio) asignados al 3.º escuadrón (los otros son otorgados a los ases Franco Bordoni Bisleri y Luigi Gorrini).

## La defensa de Roma

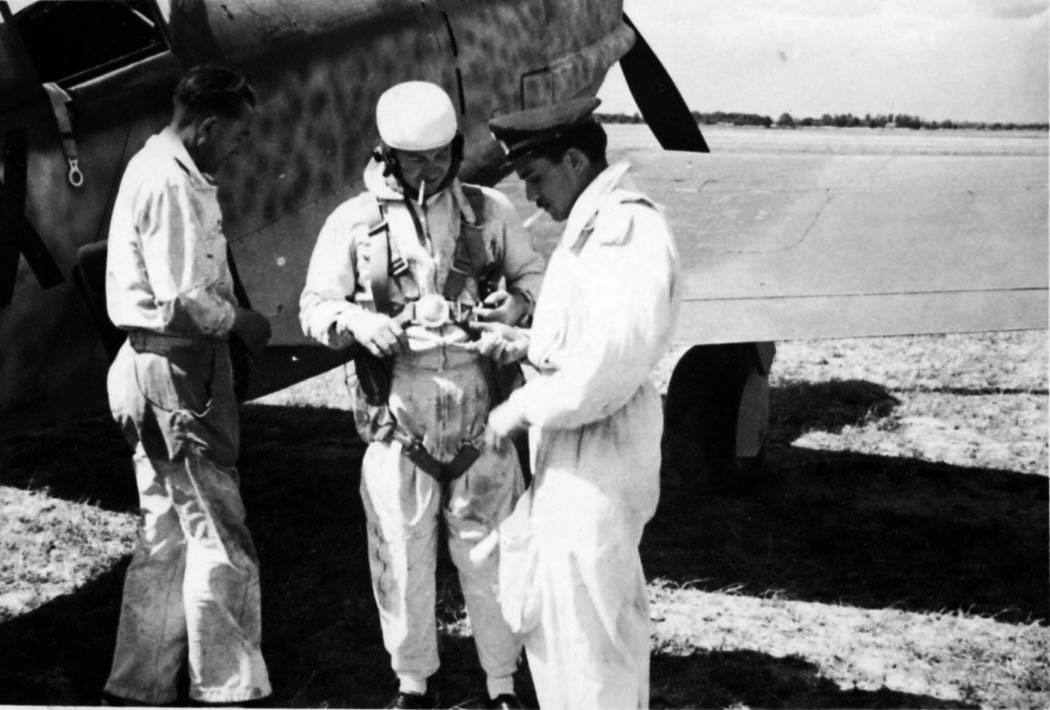
Guido Fibbia (el primero desde la derecha), junto al caza francés Dewoitine D.520.

A finales de agosto de 1943, los estadounidenses efectúan fuertes ofensivas sobre Roma con formaciones de cuatrimotores Boeing B-17 escoltados por los cazas Lockheed P-38 Lightning. El 28 de agosto abate un P-38 y otro el día 29. El 30, siempre al comando de un Macchi M.C.205, abate una fortaleza volante B-17 (su libreta de vuelo reporta también los disparos efectuados durante el combate: 500 con las ametralladoras de 12.7 mm y 390 con los cañones de 20 mm).

## La República Social

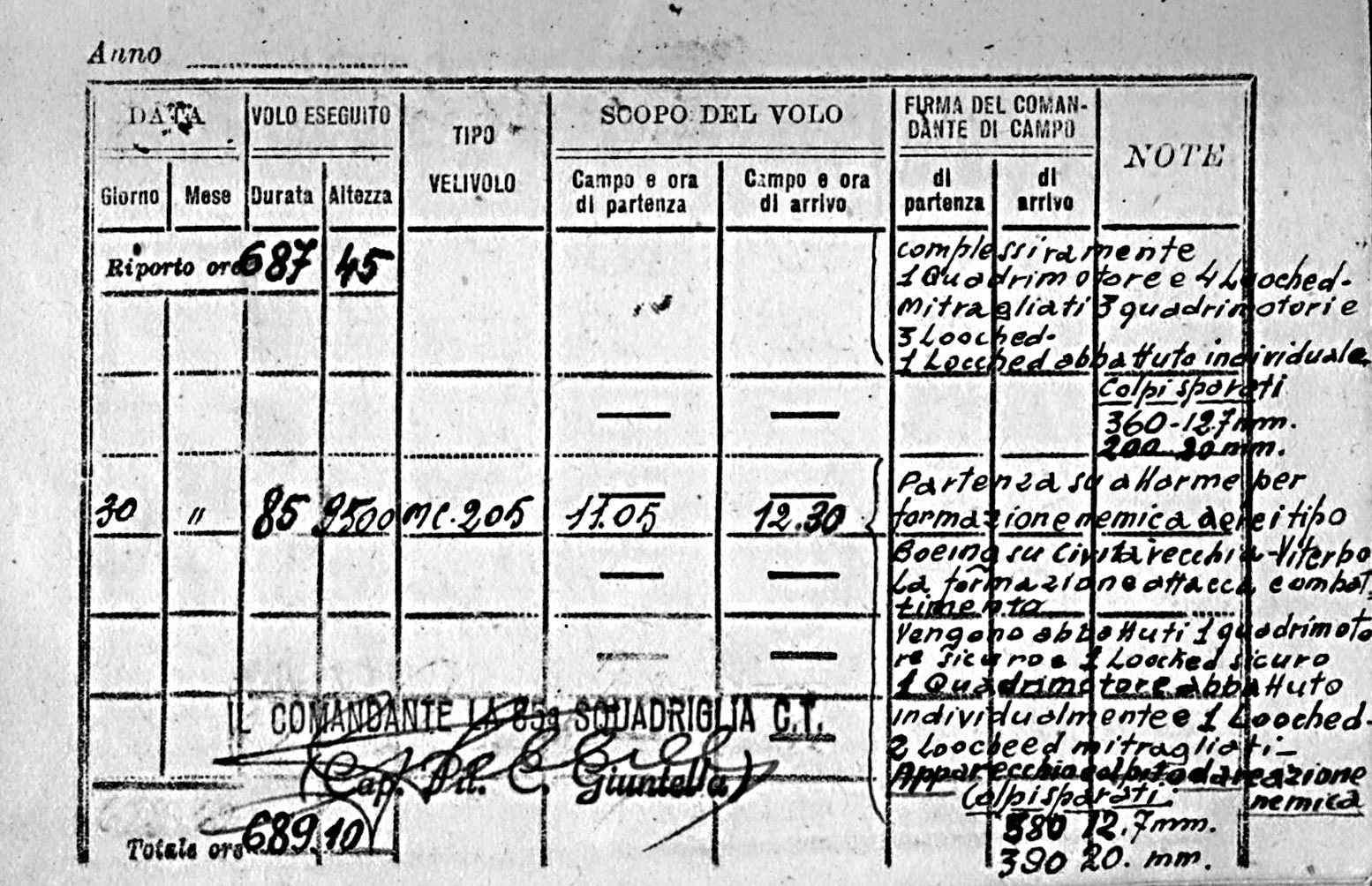
Libreta de vuelo del 30 de agosto de 1943.

En diciembre después del armisticio entre Italia y las fuerzas armadas aliadas (Armistizio di Cassibile), se enrola en la Aeronáutica Nacional Republicana, e ingresa a la Esquadrilla complementaria de alarma "Montefusco-Bonet" en defensa de las ciudades del norte de Italia del ataque de los Aliados, operando desde el aeropuerto de Venaria Reale. El 2 de abril de 1944 realiza el traspaso al caza Fiat G.55 y el 12 de mayo combate contra una formación de B-17 abatiendo, probablemente, uno. Durante los primeros días de junio la Escuadrilla se transfiere a Reggio Emila integrándose al 1.º Grupo de caza “Asso di Bastoni”. El 22 de junio el 1.º y 2.º Grupo atacaron juntos 400 Consolidated B-24 Liberator y 60 P-38 de escolta en la zona de Bolonia y Ferrara, que tenían como objetivo la estación ferroviaria de Parma. Al comando de un Macchi M.C.205 abate un Lightning pilotado por el teniente Tolmie del 97.º Fighter squadron (el cual se eyectó y fue tomado prisionero), y ametralla otros dos efectuando 400 disparos de 20 mm. El 25 de julio realiza la enésima partida de alarma al comando de un Fiat G.55 en la zona de Mantua – Verona, interceptando una formación de bombarderos aliados escoltados por cazas P-47 Thunderbolt. Inicia un combate a baja altura contra cinco Thunderbolt y abate uno. Esta es la última victoria obtenida por el Mariscal Fibbia. A fines de noviembre, en Alemania, obtiene la habilitación para pilotar el caza Messerschmitt Bf 109, con el cual efectúa las últimas misiones de guerra, de las cuales la última reportada se remonta al 17 de abril de 1945.

## Honores
- dos Medallas de Plata al Valor Militar (Medaglia d'Argento al V.M.).
- una Medalla de Bronce al Valor Militar (Medaglia di Bronzo al V.M.).
- una Cruz de Guerra
- una Cruz de Hierro alemana de segunda clase